# Hamadasuchus
Hamadasuchus rebouli
Genre
Espèce
Hamadasuchus est un genre fossile de Crocodyliformes sébéciens. L'espèce type et seule espèce du genre est Hamadasuchus rebouli.

## Présentation
Des fossiles ont été découverts dans l'affleurement de la formation Kem Kem, dans le Sud-Est du Maroc. Ces lits remontent aux stades Albien et Cénomanien du Crétacé supérieur. Il a d'abord été attribué à la famille des Trematochampsidae. Les caractéristiques diagnostiques du genre comprennent ses dents comprimées latéro-médialement et dentelées. Il avait un museau profond et une dentition légèrement hétérodonte avec trois morphologies dentaires distinctes présentes dans des sections de la mâchoire inférieure.

## Liste des espèces
Selon Paleobiology Database et GBIF, une seule espèce est référencée :
- Hamadasuchus rebouli Buffetaut, 1994 - espèce type[2],[4],[5],[6],[note 1].

Une autre espèce, † Hamadasuchus taouzensis? Nicholl et al., 2021, est parfois mentionnée.[réf. nécessaire]

## Classification
Le genre Hamadasuchus et l'espèce Hamadasuchus rebouli sont décrits en 1994 par le paléontologue français Éric Buffetaut (1950-),,.

### Publication originale
- [1994] (en) Éric Buffetaut, « A new crocodilian from the Cretaceous of southern Morocco », Comptes Rendus de l’Académie des Sciences, Paris, vol. 319, no 12,‎ 1994, p. 1563–1568 (ISSN 0249-6321). .